# Адамидис, Христос
Христос Адамидис (греч. Χρήστος Αδαμίδης; 1885, Янина — 1949, Афины) — один из пионеров греческой авиации, участник Балканских войн 1912—1913 годов, генерал авиации.

## Биография
Христос Адамидис родился в 1885 году городе Янина, Эпир, который тогда был в составе Османской империи. В 1911 году Адамидис, тогда офицер-кавалерист, был включён в группу из 6 офицеров, посланных во Францию для прохождения лётной учёбы, дабы затем продолжить службу в только-что сформированном авиационном соединение армии.
В начале Первой Балканской войны Адамидис был направлен в Эпир, где производил воздушную разведку и бомбардировку предместий Янины (см. Битва при Бизани).
В его задачу также входило сбрасывание продовольствия для голодающего населения города.
Греческая армия одержала победу над турками и вступила в город 21 февраля (6 марта) 1913 года. В этот же день Адамидис посадил свой Farman MF.7 на площади перед мэрией родного города, приветствуемый восторженными земляками.

## Дальнейшая карьера
В 1927 году полковник Адамидис возглавил Авиационную службу армии.
В июне 1928 года совместно с лейтенантом Эвангелосом Пападакисом совершил полёт вокруг Средиземного моря на самолете Breguet 19. Полет длился 20 дней, во время которых пилоты пролетели 12 000 км, что стало достижением для греческой авиации тех лет.
В 1931 году ВВС стали отдельным видом войск в греческой армии, после чего Адамидис, получивший звание генерала, был назначен директором навигационной службы авиации.
Умер генерал Адамидис в 1949 году в Афинах.